# Liste des titres musicaux numéro un en France en 2011
Cette page liste les titres numéro un des meilleures ventes de disques en France pour l'année 2011 selon le SNEP. Ils sont issus des classements suivants :
- les 100 meilleures ventes de singles[1] ;
- les 50 meilleurs téléchargements de singles[2] ;
- les 200 meilleures ventes d'albums[3] ;
- les 50 meilleurs téléchargements d'albums[4].

Le 31 janvier 2011 marque la fusion des chiffres des ventes de supports physiques et numériques en France, qui apparaissent désormais dans un seul et même classement.

## Classement des singles
| Semaine | Date       | Physique              | Physique         | Physique | Téléchargement        | Téléchargement       | Téléchargement |
| Semaine | Date       | Artiste               | Titre            | Ventes   | Artiste               | Titre                | Ventes         |
| ------- | ---------- | --------------------- | ---------------- | -------- | --------------------- | -------------------- | -------------- |
| 1       | 2 janvier  | Israel Kamakawiwoʻole | Over the Rainbow | NC       | The Black Eyed Peas   | The Time (Dirty Bit) | 14 003         |
| 2       | 9 janvier  | Israel Kamakawiwoʻole | Over the Rainbow | 5 600    | Israel Kamakawiwoʻole | Over the Rainbow     | 19 224         |
| 3       | 16 janvier | Israel Kamakawiwoʻole | Over the Rainbow | 7 900    | Israel Kamakawiwoʻole | Over the Rainbow     | 18 400         |
| 4       | 23 janvier | Israel Kamakawiwoʻole | Over the Rainbow | 7 500    | Israel Kamakawiwoʻole | Over the Rainbow     | 18 600         |
| 5       | 30 janvier | Israel Kamakawiwoʻole | Over the Rainbow | 9 352    | Israel Kamakawiwoʻole | Over the Rainbow     | 16 540         |

À partir du 31 janvier 2011, les classements numériques et physiques des ventes de singles sont fusionnés en France.[réf. nécessaire]
| Semaine | Date         | Artiste                                    | Titre                                  | Ventes |
| ------- | ------------ | ------------------------------------------ | -------------------------------------- | ------ |
| 6       | 6 février    | Israel Kamakawiwoʻole                      | Over the Rainbow                       | 25 927 |
| 7       | 13 février   | Israel Kamakawiwoʻole                      | Over the Rainbow                       | 20 599 |
| 8       | 20 février   | Israel Kamakawiwoʻole                      | Over the Rainbow                       | 17 113 |
| 9       | 27 février   | Israel Kamakawiwoʻole                      | Over the Rainbow                       | 12 971 |
| 10      | 6 mars       | Colonel Reyel                              | Celui...                               | 10 402 |
| 11      | 13 mars      | Colonel Reyel                              | Toutes les nuits                       | 12 364 |
| 12      | 20 mars      | Jennifer Lopez featuring Pitbull           | On the Floor                           | 12 496 |
| 13      | 27 mars      | The Black Eyed Peas                        | Just Can't Get Enough                  | 11 948 |
| 14      | 3 avril      | The Black Eyed Peas                        | Just Can't Get Enough                  | 11 358 |
| 15      | 10 avril     | The Black Eyed Peas                        | Just Can't Get Enough                  | 12 535 |
| 16      | 17 avril     | The Black Eyed Peas                        | Just Can't Get Enough                  | 12 148 |
| 17      | 24 avril     | Mylène Farmer                              | Bleu noir                              | 10 770 |
| 18      | 1er mai      | Jessie J featuring B.o.B                   | Price Tag                              | 10 305 |
| 19      | 8 mai        | Snoop Dogg vs. David Guetta                | Sweat (David Guetta remix)             | 10 161 |
| 20      | 15 mai       | Snoop Dogg vs. David Guetta                | Sweat (David Guetta remix)             | 9 884  |
| 21      | 22 mai       | LMFAO featuring Lauren Bennett et GoonRock | Party Rock Anthem                      | 11 413 |
| 22      | 29 mai       | LMFAO featuring Lauren Bennett et GoonRock | Party Rock Anthem                      | 12 751 |
| 23      | 5 juin       | LMFAO featuring Lauren Bennett et GoonRock | Party Rock Anthem                      | 14 208 |
| 24      | 12 juin      | LMFAO featuring Lauren Bennett et GoonRock | Party Rock Anthem                      | 13 984 |
| 25      | 19 juin      | LMFAO featuring Lauren Bennett et GoonRock | Party Rock Anthem                      | 15 075 |
| 26      | 26 juin      | LMFAO featuring Lauren Bennett et GoonRock | Party Rock Anthem                      | 15 562 |
| 27      | 3 juillet    | LMFAO featuring Lauren Bennett et GoonRock | Party Rock Anthem                      | 15 808 |
| 28      | 10 juillet   | Mylène Farmer                              | Lonely Lisa                            | 15 222 |
| 29      | 17 juillet   | LMFAO featuring Lauren Bennett et GoonRock | Party Rock Anthem                      | 13 121 |
| 30      | 24 juillet   | LMFAO featuring Lauren Bennett et GoonRock | Party Rock Anthem                      | 10 799 |
| 31      | 31 juillet   | Rihanna                                    | Man Down                               | 12 051 |
| 32      | 7 août       | Rihanna                                    | Man Down                               | 11 812 |
| 33      | 14 août      | Rihanna                                    | Man Down                               | 10 938 |
| 34      | 21 août      | Rihanna                                    | Man Down                               | 11 812 |
| 35      | 28 août      | Rihanna                                    | Man Down                               | 8 746  |
| 36      | 4 septembre  | Mika                                       | Elle me dit                            | 10 466 |
| 37      | 11 septembre | Mika                                       | Elle me dit                            | 10 647 |
| 38      | 18 septembre | Mika                                       | Elle me dit                            | 10 786 |
| 39      | 25 septembre | Mika                                       | Elle me dit                            | 9 872  |
| 40      | 2 octobre    | Rihanna featuring Calvin Harris            | We Found Love                          | 8 712  |
| 41      | 9 octobre    | Mika                                       | Elle me dit                            | 13 523 |
| 42      | 16 octobre   | Adele                                      | Someone Like You                       | 10 445 |
| 43      | 23 octobre   | Rihanna featuring Calvin Harris            | We Found Love                          | 11 083 |
| 44      | 30 octobre   | Rihanna featuring Calvin Harris            | We Found Love                          | 14 108 |
| 45      | 6 novembre   | Rihanna featuring Calvin Harris            | We Found Love                          | 14 537 |
| 46      | 13 novembre  | Rihanna featuring Calvin Harris            | We Found Love                          | 12 457 |
| 47      | 20 novembre  | Adele                                      | Someone Like You                       | 12 610 |
| 48      | 27 novembre  | Adele                                      | Someone Like You                       | 13 313 |
| 49      | 4 décembre   | Adele                                      | Someone Like You                       | 12 208 |
| 50      | 11 décembre  | Shakira                                    | Je l'aime à mourir (La quiero a morir) | 11 958 |
| 51      | 18 décembre  | Shakira                                    | Je l'aime à mourir (La quiero a morir) | 10 358 |
| 52      | 25 décembre  | Shakira                                    | Je l'aime à mourir (La quiero a morir) | 9 862  |
| 53      | 1er janvier  | Shakira                                    | Je l'aime à mourir (La quiero a morir) | 9 928  |

## Classement des albums
| Semaine | Date       | Physique      | Physique     | Physique | Téléchargement   | Téléchargement        | Téléchargement |
| Semaine | Date       | Artiste       | Titre        | Ventes   | Artiste          | Titre                 | Ventes         |
| ------- | ---------- | ------------- | ------------ | -------- | ---------------- | --------------------- | -------------- |
| 1       | 2 janvier  | Les Prêtres   | Spiritus Dei | 23 212   | NRJ Compilations | NRJ Music Awards 2011 | 2 269          |
| 2       | 9 janvier  | Nolwenn Leroy | Bretonne     | 26 036   | NRJ Compilations | NRJ Music Awards 2011 | 1 585          |
| 3       | 16 janvier | Nolwenn Leroy | Bretonne     | 21 244   | Nolwenn Leroy    | Bretonne              | 1 604          |
| 4       | 23 janvier | Nolwenn Leroy | Bretonne     | 31 356   | NRJ Compilations | NRJ Music Awards 2011 | 1 864          |
| 5       | 30 janvier | Nolwenn Leroy | Bretonne     | 28 900   | Adele            | 21                    | 6 055          |

À partir du 31 janvier 2011, les classements numériques et physiques des ventes d'albums sont fusionnés en France.
| Semaine | Date         | Artiste             | Titre                       | Ventes  |
| ------- | ------------ | ------------------- | --------------------------- | ------- |
| 6       | 6 février    | Nolwenn Leroy       | Bretonne                    | 24 100  |
| 7       | 13 février   | Nolwenn Leroy       | Bretonne                    | 22 829  |
| 8       | 20 février   | La Fouine           | La Fouine vs Laouni         | 50 621  |
| 9       | 27 février   | Nolwenn Leroy       | Bretonne                    | 14 261  |
| 10      | 6 mars       | Nolwenn Leroy       | Bretonne                    | 15 698  |
| 11      | 13 mars      | Les Enfoirés        | Dans l'œil des Enfoirés     | 135 159 |
| 12      | 20 mars      | Les Enfoirés        | Dans l'œil des Enfoirés     | 137 984 |
| 13      | 27 mars      | Les Enfoirés        | Dans l'œil des Enfoirés     | 54 952  |
| 14      | 3 avril      | Johnny Hallyday     | Jamais seul                 | 99 089  |
| 15      | 10 avril     | Johnny Hallyday     | Jamais seul                 | 22 593  |
| 16      | 17 avril     | Colonel Reyel       | Au rapport                  | 25 666  |
| 17      | 24 avril     | Colonel Reyel       | Au rapport                  | 17 475  |
| 18      | 1er mai      | Les Prêtres         | Gloria                      | 29 466  |
| 19      | 8 mai        | Les Prêtres         | Gloria                      | 25 050  |
| 20      | 15 mai       | Les Prêtres         | Gloria                      | 16 996  |
| 21      | 22 mai       | Les Prêtres         | Gloria                      | 21 195  |
| 22      | 29 mai       | Lady Gaga           | Born This Way               | 55 059  |
| 23      | 5 juin       | Lady Gaga           | Born This Way               | 18 687  |
| 24      | 12 juin      | Adele               | 21                          | 14 539  |
| 25      | 19 juin      | Les Prêtres         | Gloria                      | 13 245  |
| 26      | 26 juin      | The Black Eyed Peas | The Beginning               | 10 434  |
| 27      | 3 juillet    | NRJ Compilations    | NRJ Summer Hits Only 2011   | 27 053  |
| 28      | 10 juillet   | NRJ Compilations    | NRJ Summer Hits Only 2011   | 25 099  |
| 29      | 17 juillet   | NRJ Compilations    | NRJ Summer Hits Only 2011   | 20 685  |
| 30      | 24 juillet   | NRJ Compilations    | NRJ Summer Hits Only 2011   | 17 750  |
| 31      | 31 juillet   | NRJ Compilations    | NRJ Summer Hits Only 2011   | 17 378  |
| 32      | 7 août       | NRJ Compilations    | NRJ Extravadance 2011       | 26 678  |
| 33      | 14 août      | NRJ Compilations    | NRJ Extravadance 2011       | 24 565  |
| 34      | 21 août      | NRJ Compilations    | NRJ Extravadance 2011       | 14 525  |
| 35      | 28 août      | Adele               | 21                          | 15 796  |
| 36      | 4 septembre  | David Guetta        | Nothing but the Beat        | 53 693  |
| 37      | 11 septembre | David Guetta        | Nothing but the Beat        | 27 177  |
| 38      | 18 septembre | David Guetta        | Nothing but the Beat        | 18 188  |
| 39      | 25 septembre | Adele               | 21                          | 15 895  |
| 40      | 2 octobre    | Christophe Maé      | On trace la route – Le live | 24 808  |
| 41      | 9 octobre    | Adele               | 21                          | 25 004  |
| 42      | 16 octobre   | Adele               | 21                          | 24 523  |
| 43      | 23 octobre   | Adele               | 21                          | 25 493  |
| 44      | 30 octobre   | Coldplay            | Mylo Xyloto                 | 56 820  |
| 45      | 6 novembre   | Adele               | 21                          | 32 000  |
| 46      | 13 novembre  | Adele               | 21                          | 32 066  |
| 47      | 20 novembre  | Adele               | 21                          | 30 853  |
| 48      | 27 novembre  | Adele               | 21                          | 35 539  |
| 49      | 4 décembre   | Adele               | 21                          | 49 319  |
| 50      | 11 décembre  | Adele               | 21                          | 61 189  |
| 51      | 18 décembre  | Adele               | 21                          | 88 241  |
| 52      | 25 décembre  | Adele               | 21                          | 125 943 |
| 53      | 1er janvier  | NRJ Compilations    | NRJ Music Awards 2012       | 60 401  |

## Meilleures ventes
Voici les meilleures ventes de singles, et d'albums en 2011

### Singles
| №  | Artiste                                    | Titre                      | Ventes  |
| -- | ------------------------------------------ | -------------------------- | ------- |
| 1  | LMFAO featuring Lauren Bennett & GoonRock  | Party Rock Anthem          | 265 600 |
| 2  | Adele                                      | Rolling in the Deep        | 257 300 |
| 3  | Israel Kamakawiwoʻole                      | Over the Rainbow           | 225 300 |
| 4  | Adele                                      | Someone Like You           | 220 200 |
| 5  | The Black Eyed Peas                        | Just Can't Get Enough      | 175 800 |
| 6  | Jennifer Lopez featuring Pitbull           | On the Floor               | 170 900 |
| 7  | Pitbull featuring Ne-Yo & Afrojack & Nayer | Give Me Everything         | 169 500 |
| 8  | Mika                                       | Elle me dit                | 169 000 |
| 9  | Rihanna                                    | Man Down                   | 160 800 |
| 10 | Snoop Dogg vs. David Guetta                | Sweat (David Guetta remix) | 157 000 |

### Albums
| №  | Artiste             | Titre                   | Ventes  |
| -- | ------------------- | ----------------------- | ------- |
| 1  | Adele               | 21                      | 988 000 |
| 2  | Nolwenn Leroy       | Bretonne                | 532 200 |
| 3  | Les Enfoirés        | Dans l'œil des Enfoirés | 424 900 |
| 4  | Les Prêtres         | Gloria                  | 371 400 |
| 5  | The Black Eyed Peas | The Beginning           | 288 500 |
| 6  | Zaz                 | Zaz                     | 288 200 |
| 7  | Coldplay            | Mylo Xyloto             | 252 700 |
| 8  | David Guetta        | Nothing but the Beat    | 251 600 |
| 9  | Gérard Lenorman     | Duos de mes chansons    | 216 400 |
| 10 | Rihanna             | Loud                    | 212 800 |

### Chronologie
- Liste des titres musicaux numéro un en France en 2010
- Liste des titres musicaux numéro un en France en 2012